# Maschtoz (Buch)
Maschtoz (Maštoc’) ist das liturgische Gebetbuch für die Hand der Bischöfe und Priester im Armenischen Ritus. Es entspricht dem „Großen Euchologion“ der griechischen und dem Sakramentar der lateinischen Liturgien.

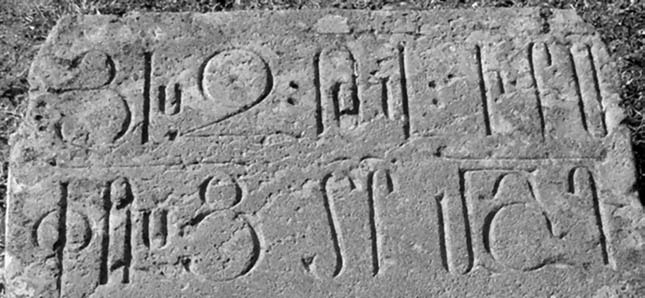
Grabstein des Katholikos Maschtoz Jeghiwardezi

Die Bezeichnung ist vermutlich abgeleitet vom Namen des Katholikos Maschtoz von Jeghward († 898), der die bis dahin getrennt überlieferten Materialien zu einem Buch vereinigt haben soll.

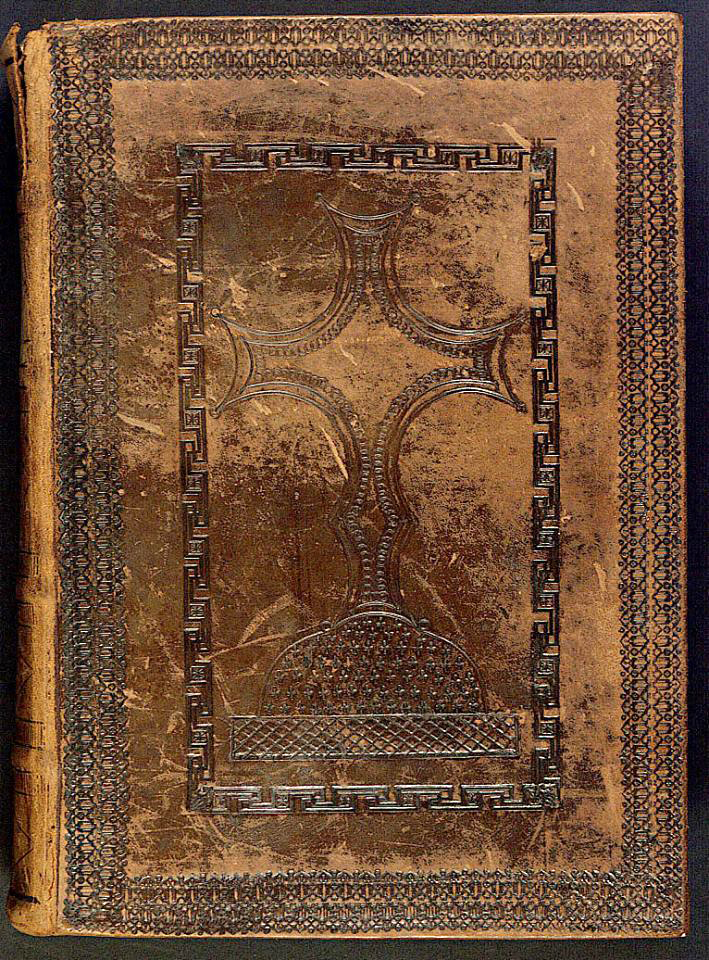
'Maštoc': Cod. Venet. arm. 457 (320), Einband

Älteste bekannten Zeugen sind die Handschriften:
- Venedig, San Lazzaro, Cod. 457 (Kat.-Nr. 320), 9./10. Jahrhundert, Ort unbekannt.
- Jerewan, Matenaradan 1001, 9./10. Jh. (nach anderen 10./11. Jahrhundert), Ort unbekannt.

Weitere wichtige Exemplare:
- Jerusalem, Armenisches Patriarchat, Ms.  2027; 1266 von Toros Roslin in Hromkla illuminiert,
- „Großer Maštoc’ von Sis“ (Antelias, Katholikats-Bibl., Cod. arm. 9), vor 1311 geschrieben in Sis im Auftrag des Katholikos Konstantin III.  (1307–1322), ältester bekannter Patriarchal-Maštoc'.
- „Maštoc’ von Vałaršapat“ (Jerewan, Matenadaran, Cod. 4997), 1461 geschrieben in Vałaršapat  (Etschmiadsin) im Auftrag des Katholikos Zacharias III. von Aghtamar.

Moderne Drucke:

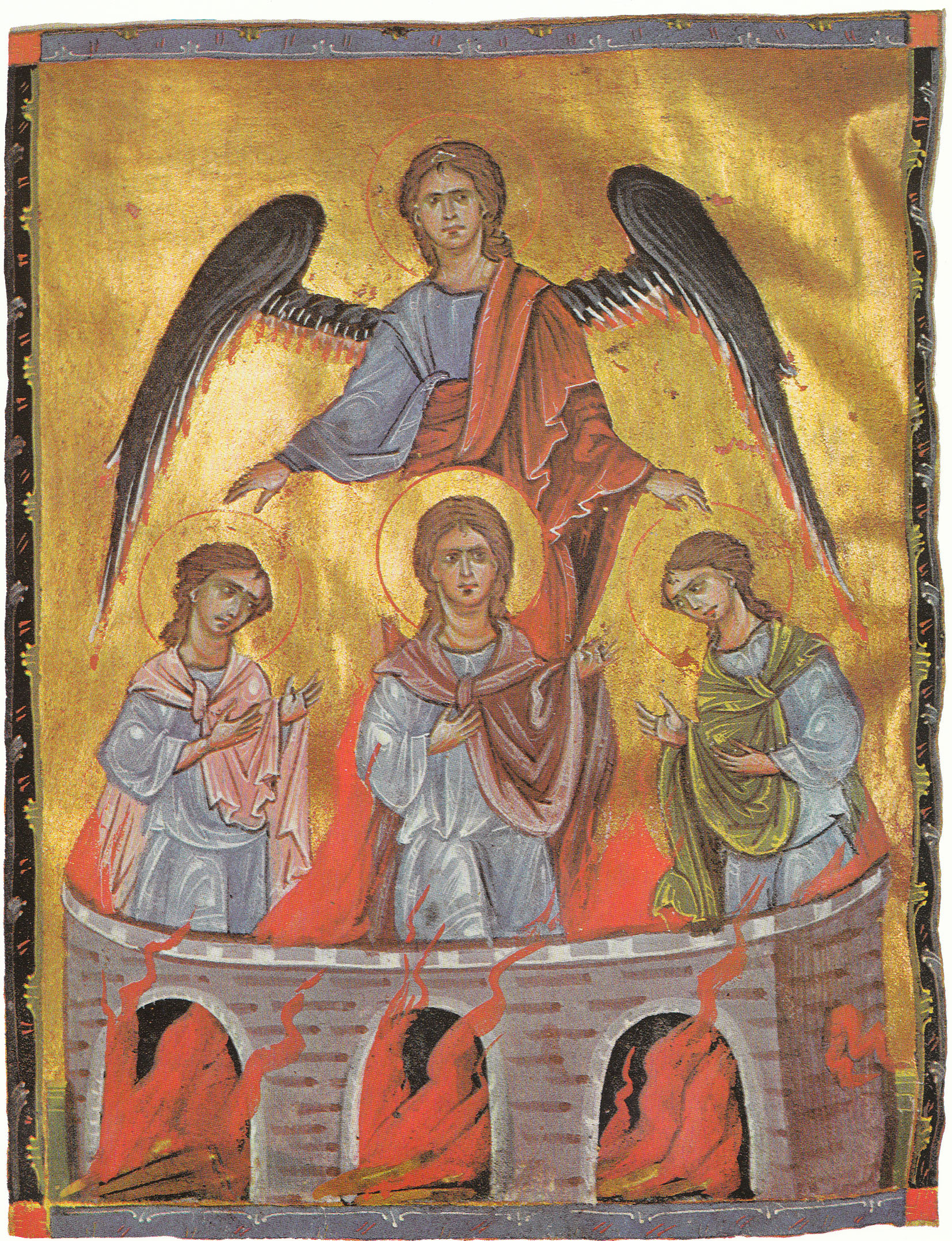
„Die drei Männer im Feuerofen“, Buchmalerei im Maštoc’ des Toros Roslin 1266

- Maštoc’ kam cisaran. 5. Auflage, Jerusalem 1933 (armenisch-orthodox)
- Maštoc’. Venedig 1831 (armenisch-katholisch)